# فهرست سفیران ایران در ترکیه
فهرست سفیران ایران در ترکیه و عثمانی سابق.

## قاجار
|                                           | خورشیدی                   | قمری         | توضیحات                               |
| ----------------------------------------- | ------------------------- | ------------ | ------------------------------------- |
| جعفر مشیرالدوله                           | ۱۲۱۵–۱۲۲۲                 | ۱۲۵۲–۱۲۵۹    |                                       |
| میرزا محمد خان [؟خویی]                    |                           | ؟–اوایل ۱۲۶۹ | مصلحت‌گذار (کاردار)                    |
| میرزا احمد خان خویی                       | ؟۱۲۳۰–۱۲۳۲                |              | (مصلحت‌گذار [کاردار])و وزیر مقیم       |
| عبدالرحیم ساعدالملک                       | ۱۲۳۲–۱۲۳۵                 |              |                                       |
| فرخ خان غفاری                             | ۱۲۳۵–۱۲۳۷                 |              |                                       |
| حسین مشیرالدوله                           | ۱۲۳۷–۱۲۵۰۱۲۴۷             | ۱۲۷۵–۱۲۸۷    | از وزیر مختار به سفیر کبیر ارتقا یافت |
| حسنعلی امیرنظام گروسی                     | ۱۲۵۰–۱۲۵۲                 |              |                                       |
| محسن مظاهر(معین‌الملک)                     | ۱۲۵۲–۱۲۶۹                 |              |                                       |
| اسدالله ناظم‌الدوله                        | ۱۲۶۹–۱۲۷۳                 |              |                                       |
| محمود علاءالملک(محمود دیبا)               | ۱۲۷۳–۱۲۸۰                 |              | [ پانویس ۳ ]                          |
| رضا ارفع‌الدوله (رضا ارفع)                 | ۱۲۸۰–۱۲۸۶                 |              |                                       |
| محمود احتشام‌السلطنه (محمود علامیر)        | ۱۲۸۹–۱۲۹۶                 | ۱۳۲۹–۱۳۳۶    |                                       |
| علیقلی مشاورالممالک (علیقلی مسعود انصاری) | فروردین ۱۲۹۹–فروردین ۱۳۰۱ |              |                                       |
| علیقلی نبیل‌الدوله (ضرابی)                 | مرداد ۱۲۹۹–فروردین ۱۳۰۱   |              | کاردار                                |
| اسحاق مفخم‌الدوله                          | فروردین ۱۳۰۱–تیر ۱۳۰۳     |              |                                       |
| سید محمدصادق طباطبایی                     | شهریور ۱۳۰۳–آبان ۱۳۰۴     |              |                                       |

## پهلوی
- سید محمدصادق طباطبایی آبان ۱۳۰۴–تیر ۱۳۰۶
- محمدعلی فروغی آبان ۱۳۰۷–فروردین ۱۳۰۹[پانویس ۵]
- صادق صادق بهمن ۱۳۰۹–خرداد ۱۳۱۴
- خلیل فهیمی آبان ۱۳۱۴–آذر ۱۳۱۸
- باقر کاظمی آذر ۱۳۱۸–آبان ۱۳۱۹
- انوشیروان سپهبدی آذر ۱۳۱۹–شهریور ۱۳۲۳
- علیقلی اردلان (کاردار) شهریور ۱۳۲۳–مهر ۱۳۲۴
- موسی نوری اسفندیاری مهر ۱۳۲۴–مهر ۱۳۲۶
- محمدعلی همایونجاه مهر ۱۳۲۶–بهمن ۱۳۲۷
- دکتر قاسم غنی بهمن ۱۳۲۷–آذر ۱۳۲۸
- جمشید قریب (کاردار موقت) آذر ۱۳۲۸–مرداد ۱۳۲۹
- محمد ساعد مراغه‌ای مرداد ۱۳۲۹–شهریور ۱۳۳۰
- ابراهیم زند مهر ۱۳۳۰–آبان ۱۳۳۲
- علی منصور آبان ۱۳۳۲–آذر ۱۳۳۶
- امیرعباس هویدا (کاردار موقت) آذر ۱۳۳۶–دی ۱۳۳۶
- سرلشکر حسن ارفع دی ۱۳۳۶–آذر ۱۳۴۰
- موسی نوری اسفندیاری آذر ۱۳۴۰–اسفند ۱۳۴۱
- خسرو خسروانی فروردین ۱۳۴۲–خرداد ۱۳۴۴
- جعفر کفایی خرداد ۱۳۴۴–بهمن ۱۳۴۵
- همایون اردلان (کاردار موقت) بهمن ۱۳۴۵–خرداد ۱۳۴۶
- فریدون موثقی خرداد ۱۳۴۶–خرداد ۱۳۴۸
- امیر شیلاتی‌فرد مرداد ۱۳۴۸–تیر ۱۳۵۲
- جمشید قریب تیر ۱۳۵۲–اردیبهشت ۱۳۵۴
- داریوش کوپال (کاردار موقت) اردیبهشت ۱۳۵۴–مهر ۱۳۵۶
- هوشنگ باتمانقلیچ مهر ۱۳۵۶–انقلاب

## جمهوری اسلامی
- حبیب‌الله آصفی ۱۳۵۸–۱۳۶۱
- محمد گنجی‌دوست ۱۳۶۱–۱۳۶۴
- منوچهر متکی تیر ۱۳۶۴–فروردین ۱۳۶۸
- محمدرضا باقری آذر ۱۳۶۸–۱ اسفند ۱۳۷۵
- سید محمدحسین لواسانی اسفند ۱۳۷۶–۱۳۸۰
- فیروز دولت‌آبادی ۱۳۸۰–۱۳۸۴
- غلامرضا باقری مقدم ۱۳۸۴–۱۳۸۷
- بهمن حسین‌پور مرداد ۱۳۸۷–۱۳۹۱
- علیرضا بیگدلی ۱۴ اسفند ۱۳۹۱–۱۳۹۴
- محمدابراهیم طاهریان‌فرد ۱۳۹۴–بهمن ۱۳۹۷
- محمد فرازمند بهمن ۱۳۹۷– تیر ۱۴۰۲
- محمدحسن حبیب‌الله‌زاده تیر ۱۴۰۲–تاکنون